# Campoplex rector
Campoplex rector är en stekelart som beskrevs av Aubert 1972. Campoplex rector ingår i släktet Campoplex och familjen brokparasitsteklar. Inga underarter finns listade.